# Anthrenoides meloi
Anthrenoides meloi är en biart som beskrevs av Urban 2005. Anthrenoides meloi ingår i släktet Anthrenoides och familjen grävbin. Inga underarter finns listade i Catalogue of Life.